# جبريل كاهان
جبريل كاهان (بالإنجليزية: Gabriel Kahane)‏ هو مغن مؤلف وملحن أمريكي، ولد في 1981.

## وصلات خارجية
- جبريل كاهان على موقع IMDb (الإنجليزية)
- جبريل كاهان على موقع ميوزك برينز (الإنجليزية)
- جبريل كاهان على موقع قاعدة بيانات برودواي على الإنترنت (الإنجليزية)
- جبريل كاهان على موقع ديسكوغز (الإنجليزية)